# Mikrofonständer

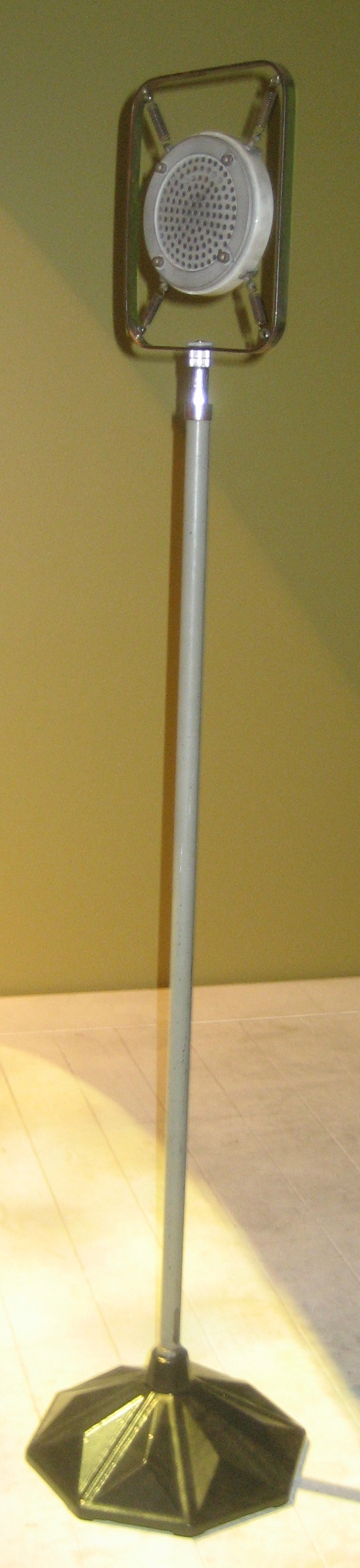
Modell 1930, Louisiana State Museum

Ein Mikrofonständer oder Mikrofonstativ ist eine aus Metallrohren bestehende freistehende Halterung für ein Mikrofon. Er ermöglicht die Platzierung des Mikrofons auf der Bühne oder einem anderen Ort, ohne dass dieses mit der Hand gehalten werden muss.

## Formen
Die klassische Form des Mikrofonständers ist die aufrecht stehende auf einem kuppelförmigen Sockel aus Metallguss. Darauf sind zwei oder mehrere ineinander passende Teleskoprohre geschraubt, wobei deren Höhe über eine Einhand-Klemmverschraubung einfach verstellbar ist. Eine häufige moderne Version der Basis anstelle der runden Metallwölbung des aufrecht stehenden Ständers ist der klappbare Dreifuß. Diese Variante erleichtert den Transport und reduziert das Gewicht des Stativs, erfordert jedoch mehr Standplatz und birgt so eine gewisse Stolpergefahr.

## Verwendung
Für die Mikrofonierung von Gitarrenverstärkern existieren kleinere Modelle, an Pulten und Tischen werden Schwanenhälse eingesetzt. Letztere können auch als Abschluss eines größeren Stativs eingesetzt werden, um das Mikrofon näher an der Schallquelle (z. B. Sprecher oder Sänger) zu positionieren. Meistens wird hier jedoch ein in alle Richtungen verstellbarer Schwenkarm eingesetzt. Mikrofonständer bestehen in der Regel aus glänzenden verchromten oder in matten Schwarz gehaltenen kratzbeständigen Materialien.
Das Mikrofon wird mit dem Stativ verschraubt, herausnehmbar in eine oben aufgeschraubte Halterung geklemmt oder mit einer Mikrofonspinne befestigt. Für die Verschraubung der Halterung mit dem Stativ sind die folgenden Gewinde üblich:
- 5/8 Zoll, 27 Gewindegänge pro Zoll, Unified Special Thread (UNS);
- 3/8 Zoll, 16 Gewindegänge pro Zoll, Whitworth-Gewinde.

Mikrofonständer dienen ebenfalls der Befestigung mobiler Audiorekorder für Mitschnitte oder Field Recording.

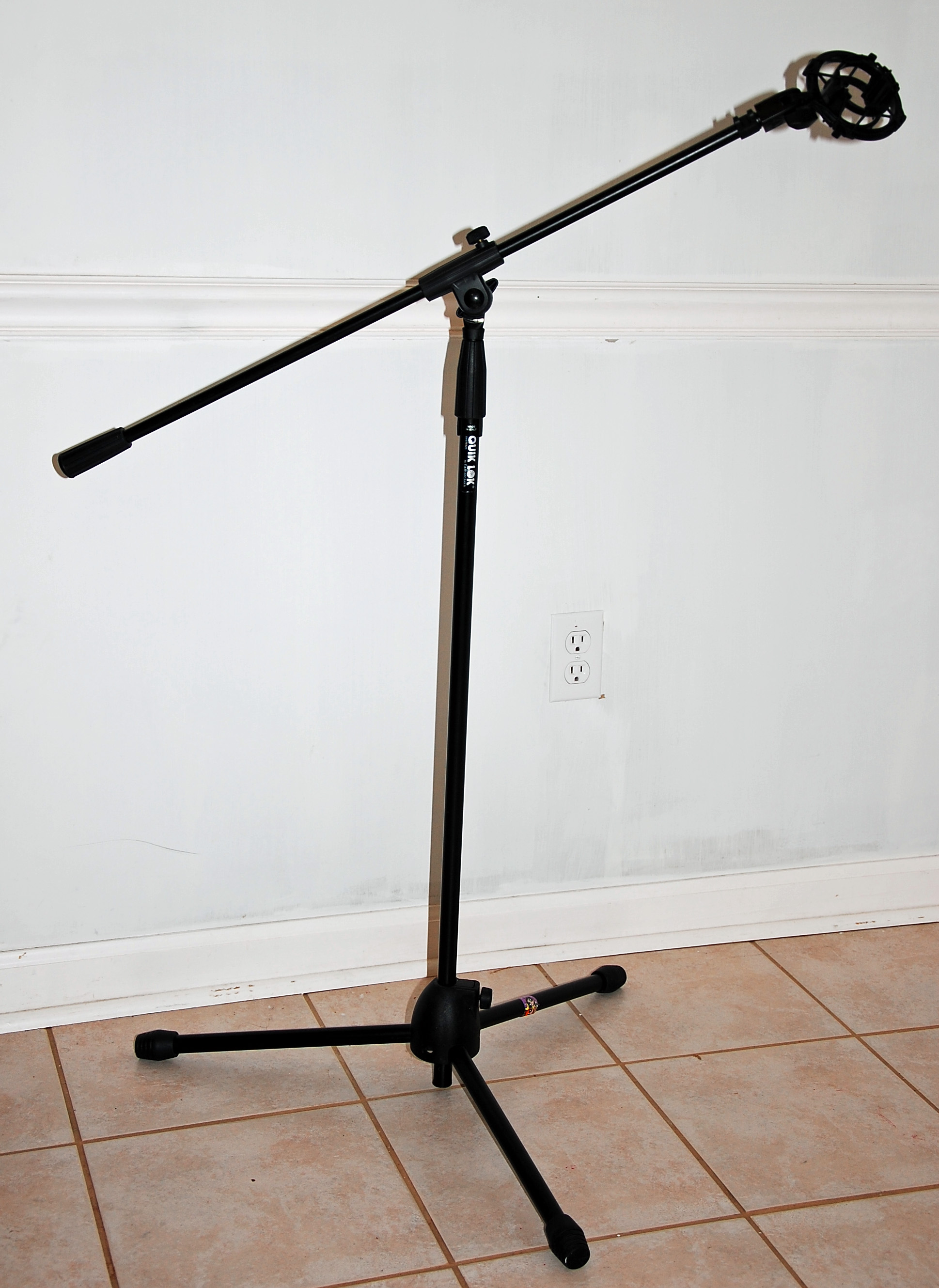
Ständer mit klappbarem Dreifuß
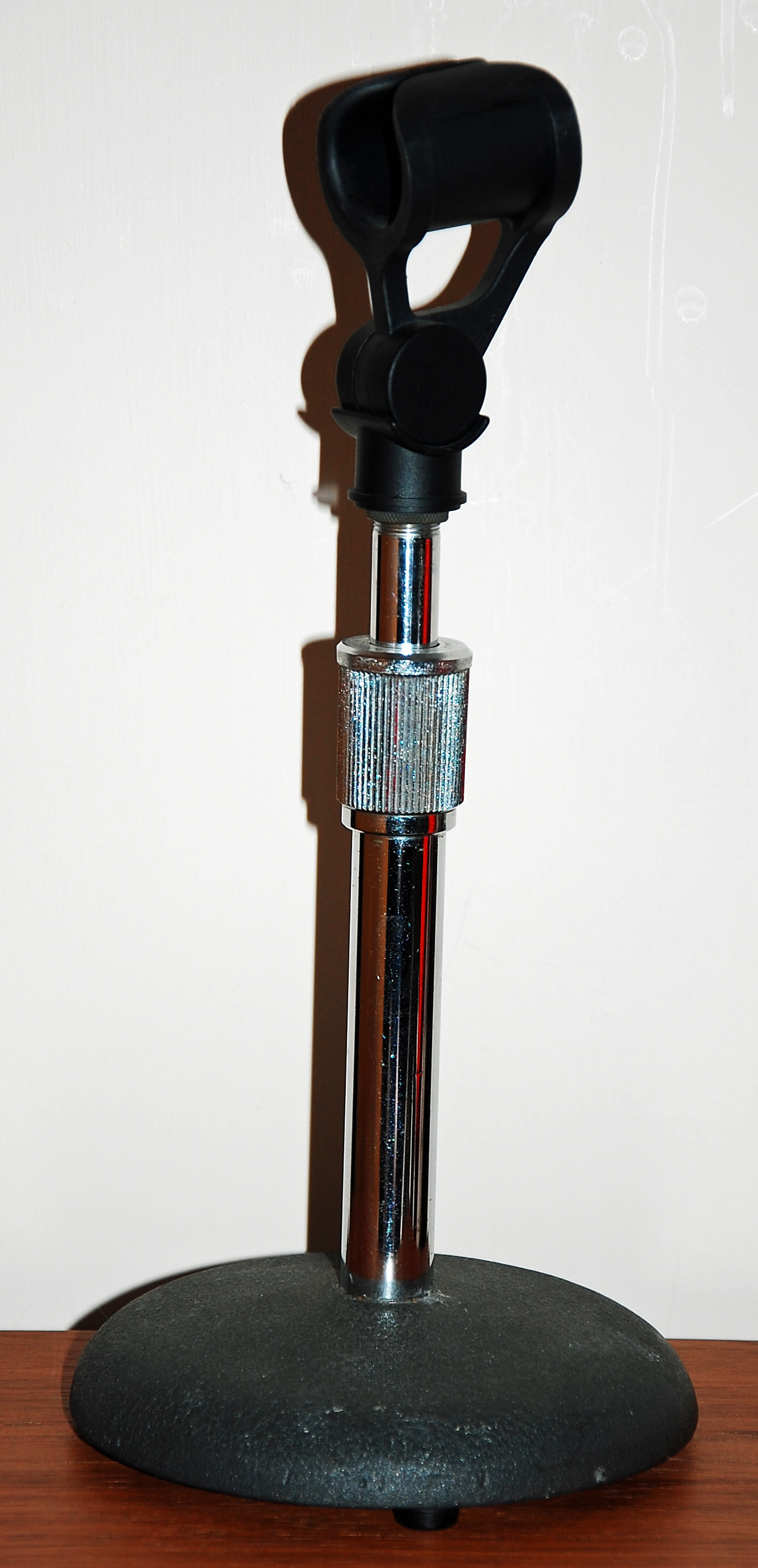
Tischstativ
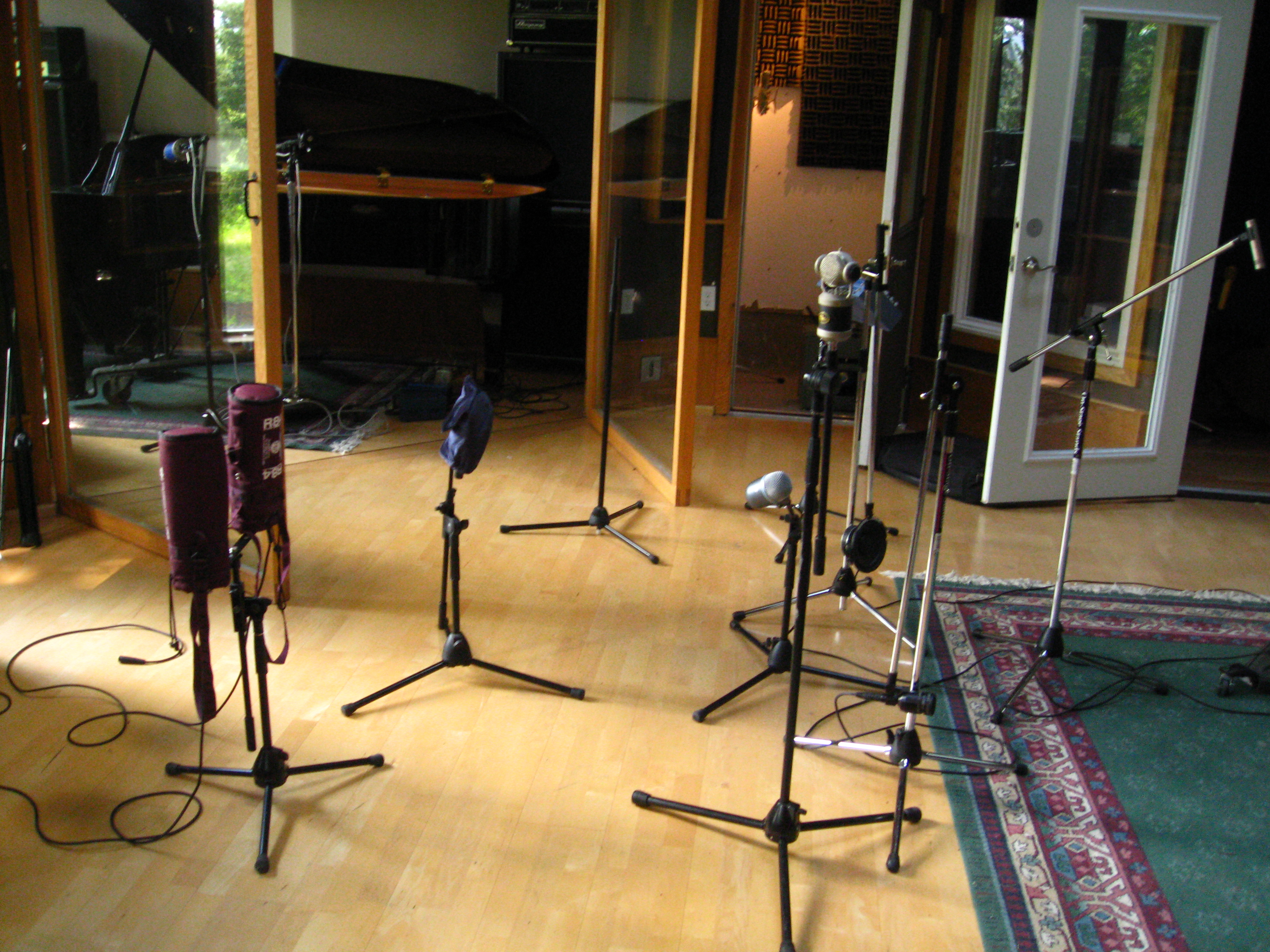
Set zur Mikrofonierung eines Schlagzeugs
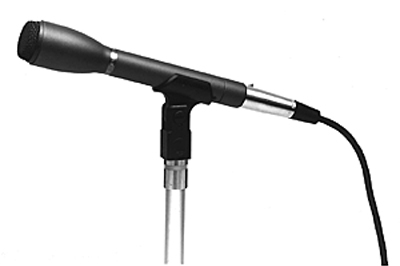
Befestigung des Mikrofons
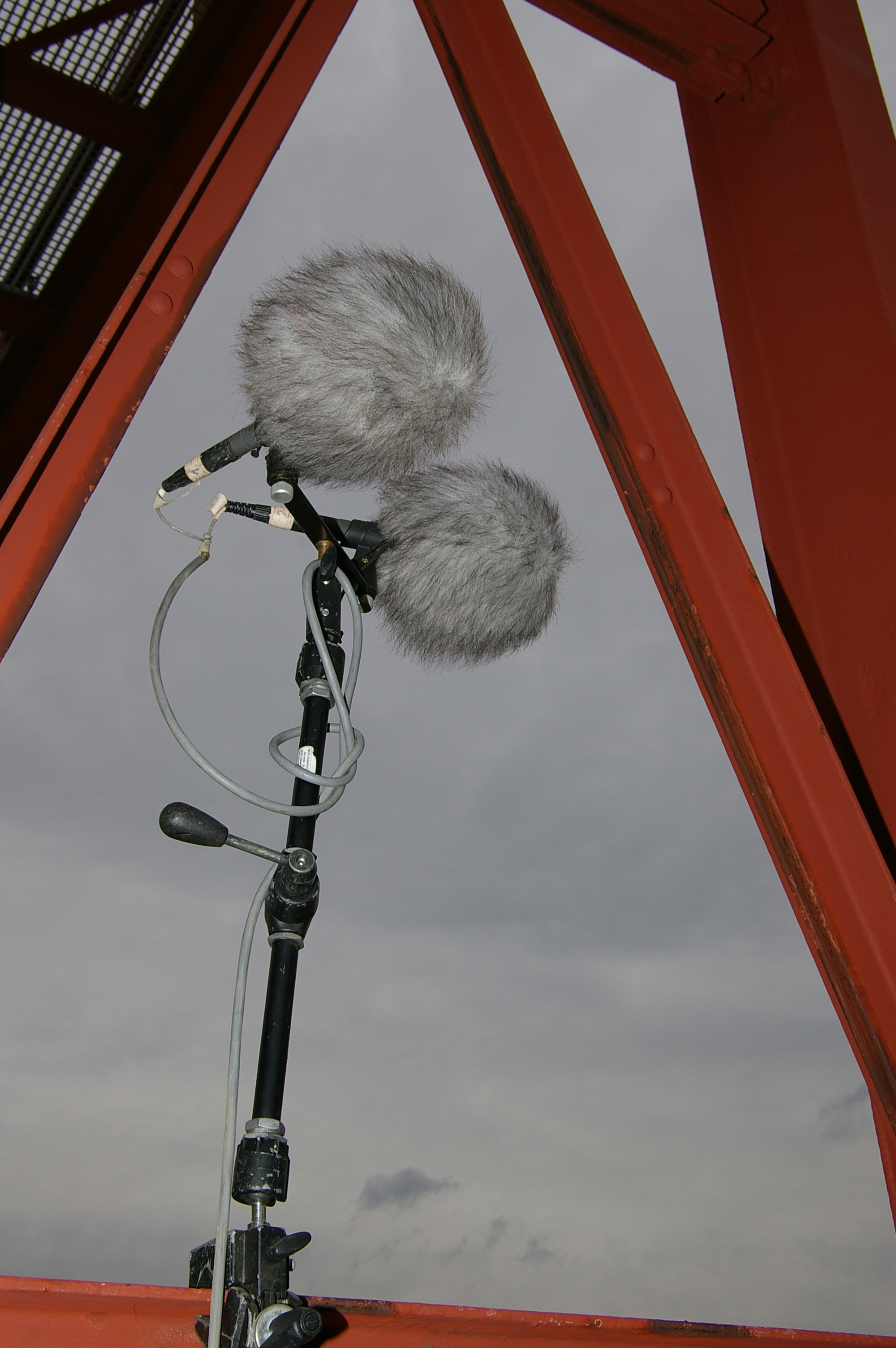
Aufbau für Stereofonie
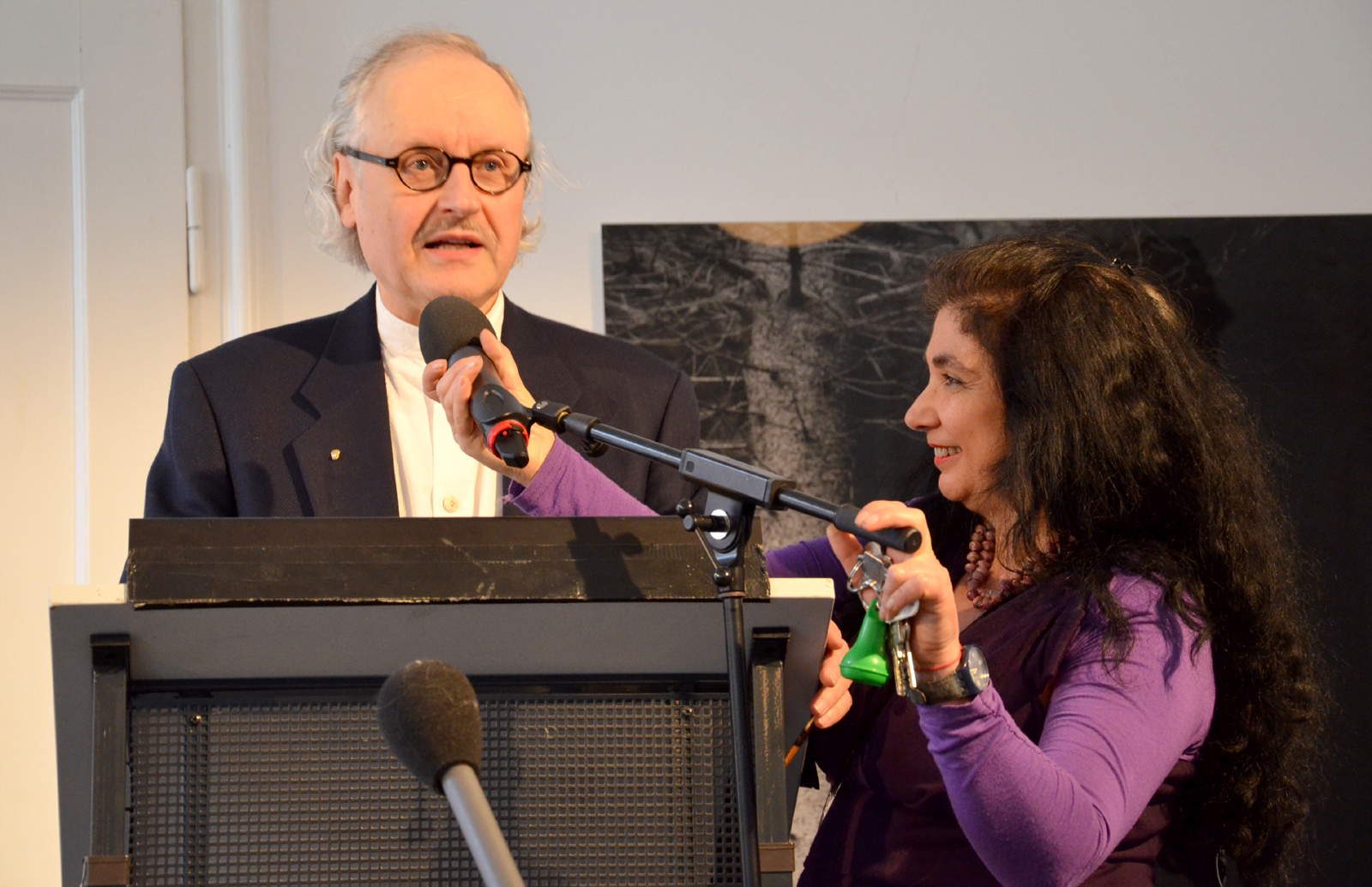
Verstellung eines Mikrofonständers hinter einem Rednerpult auf Mundhöhe